# TMC Graffiti
「TMC Graffiti」（ティーエムシー・グラフティ）は、TMC ALLSTARSのシングル。

## 概要
Dragon Ash主催の音楽イベント、Total Music Communication（以下TMC）に参加したアーティストが集結し、TMC ALLSTARS名義で発売されたシングル。
イベントの参加メンバーの選考はDragon AshのKjが自らCDショップで楽曲を試聴。そのCDに書いてある連絡先に電話をしては直接交渉を行った。
KjからTMCツアーに誘われて参加し、それを機にメジャー・デビューをしたRIP SLYMEのメンバーのRYO-Zは「TMCが大きな転機になった」、SUも「TMCが無かったら今の自分たちはいない」と語っている。
楽曲は、総勢12人のMCによるマイクリレーとなっており、曲の長さは7分を超える。CDはC/W曲なしの1曲のみ。12インチアナログ盤にはInstrumentalとアカペラヴァージョンが含まれている（規格品番：VIJL-60066）。

## 収録曲
1. TMC Graffiti
  - 作詞：TMC ALLSTARS・James Stanley Carter
  - 作曲：BOTS・James Stanley Carter
  - 編曲：BOTS

## TMC ALLSTARS
MC
- SHUN, SHIGEO from SBK
- Kj from Dragon Ash
- MUNEMASA HAYASHI from PENPALS
- JUNN, U-RI from Missile Girl Scoot
- Q, 山田マン from ラッパ我リヤ
- ILMARI, PES, RYO-Z, SU from RIP SLYME

DJ
- DJ BOTS from Dragon Ash